# Stadsbrand van Roermond (1554)
De stadsbrand van 1554 op 16 juli 1554 behoort tot de grootste branden die Roermond geteisterd hebben.
Bij deze eerste stadsbrand in Roermond ging ongeveer 65% (twee/derde) van de toenmalige bebouwing van de stad verloren.

Twee/derde, met name het hart en belangrijkste gedeelte met onschatbare waarde zijn verloren gegaan. Het armste gedeelte is blijven staan. Afgebrand zijn de belangrijkste delen van de Neerstraat, de gehele Brugstraat, de voorstad over de brug, de stadstoren (Grauwe Toren) (stad)huis, de gehele Markt, de parochiekerk, Buiten Op, de gehele Swalmerstraat met het Kartuizerklooster tot de Venlosepoort, de gehele Voogdijstraat, de H. Geestkerk, het Regulieren Klooster, de Steenweg, Schoenmakerstraat en alles in de omgeving daarvan. Idem 4 torens in de stadsmuur (Visserstoren, Klokkentoren, Gulden Toren, Wernerstoren). De brand woedde bij grote droogte en sterke wind en verspreidde zich razendsnel. De burgerij is het slecht te moede. Vraagt afgezanten om de burgers moed in te spreken anders loopt het merendeel weg uit de stad. Hof van Gelre 1049, brief 2071.

## Voetnoten
1. ↑   Gemeenteachief, uit de regesten